# 潘瀟瀟
潘瀟瀟（Panny Xiao Xiao Pan，1990年10月30日—），香港女模特兒，出生於重慶，她在2007年和家人來港發展，肄業於勞工子弟中學。潘瀟瀟在第2屆Style Model Hunt（由風尚國際有限公司和海港城合辦的比賽）成功奪桂冠而簽約 風尚國際有限公司入行。
除此之外，潘瀟瀟是網絡紅人。

## 廣告
- 麥當勞
- 萬寧（怡和集團旗下公司）
- 雪肌精
- 真知棒女主角
- 原叶绿茶

## 連結
- 潘瀟瀟新浪微博 （页面存档备份，存于）
- 潘瀟瀟的Instagram帳戶